# 前ケ須町
前ケ須町（まえがすちょう）は、愛知県弥富市にある地名。

## 地理
弥富市の西部に位置している。南部を海部幹線水路が流れ、南端部を筏川が流れる。郵便番号は498-0017（集配局：弥富郵便局）。

### 小字
前ケ須町に属している小字は以下の通りである。
| - 戌起（いぬおこし） - 午新田（うましんでん） - 駅地（えきち） - 勘助走（かんすけばしり） - 北本田（きたほんでん） | - 小前ケ須（こまえがす） - 西勘助（にしかんすけ） - 野方（のかた） - 東勘助（ひがしかんすけ） - 南本田（みなみほんでん） |

## 歴史

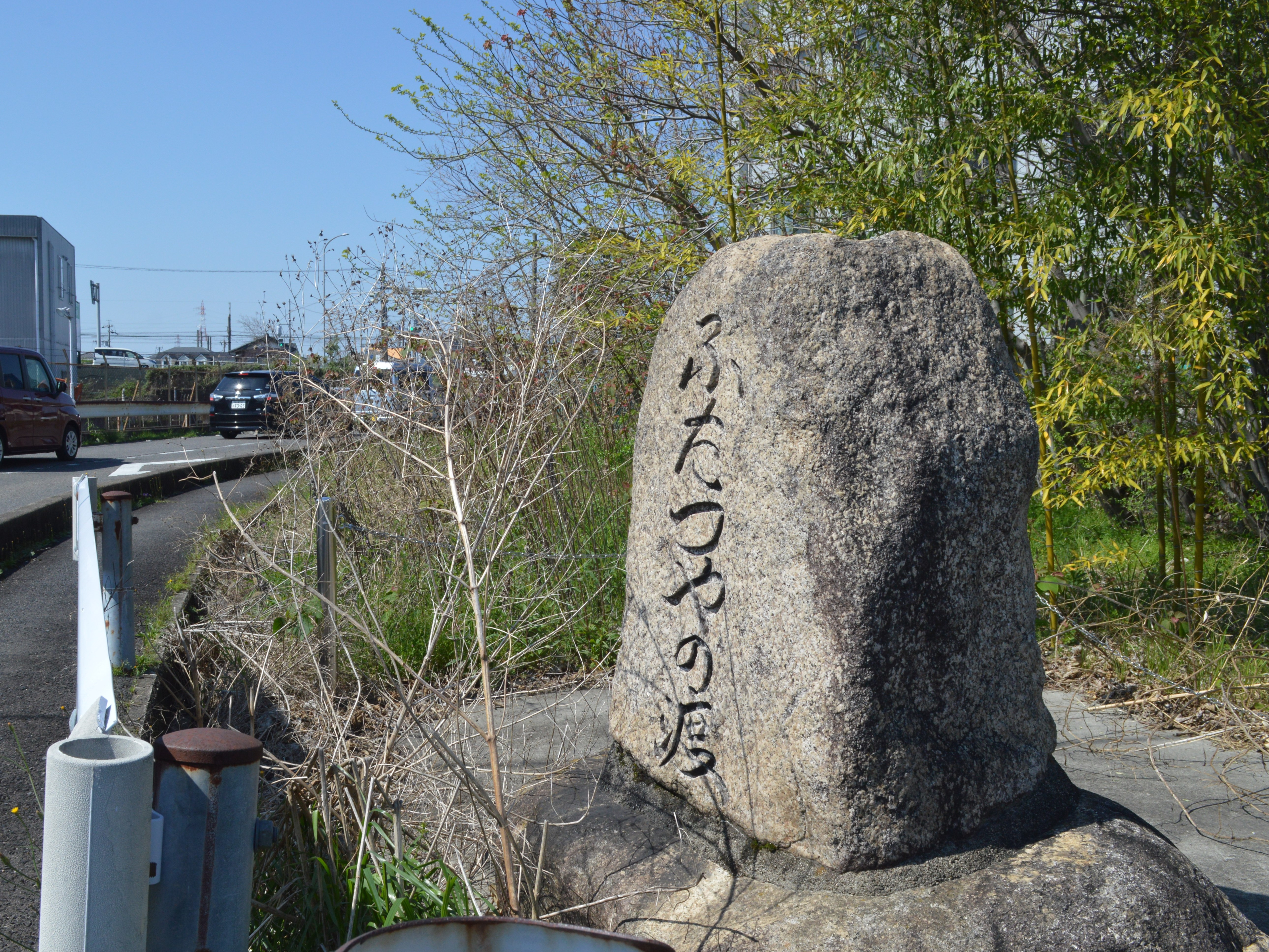
渡船場「ふたつやの渡」碑

- 1648年（慶安元年） - 当年の大地震により新田が壊滅[1]。
- 1660年（万治3年） - 西保村在の権右衛門および荒子村在の吉兵衛の両名の尽力により、再建を果たす[1]。
- 1872年（明治5年）、東海道のルートが佐屋路から、福田（名古屋市港区）を経由して前ケ須新田に至る新道に変更[WEB 8]。前ケ須湊から木曽三川を渡る渡し船「ふたつやの渡」が設置される[WEB 9]。
- 1889年（明治22年）、町村制施行により鯏浦村・平島新田・前ヶ須新田・中山新田村・五明村・小島新田が合併し、海西郡彌富村が発足。
- 1903年（明治36年） - 弥富町大字前ヶ須新田となる[2]。
- 1933年（昭和8年）に木曽川を渡る尾張大橋が、1934年（昭和9年）に長良川・揖斐川を渡る伊勢大橋が完成したことで国道1号が陸路となり、「ふたつやの渡」が役目を終える[WEB 9]。
- 2006年（平成18年）4月1日 - 海部郡弥富町が弥富市となったことにより、同市前ケ須町となる[WEB 1]。

## 世帯数と人口
2015年（平成27年）10月1日現在の世帯数と人口は以下の通りである。
| 町丁     | 世帯数    | 人口    |
| -------- | --------- | ------- |
| 前ケ須町 | 1,723世帯 | 4,274人 |

### 人口の変遷
国勢調査による人口の推移
| 2010年（平成22年） | 4,087人 | [ WEB 10 ] |  |
| 2015年（平成27年） | 4,274人 | [ WEB 3 ]  |  |

## 学区

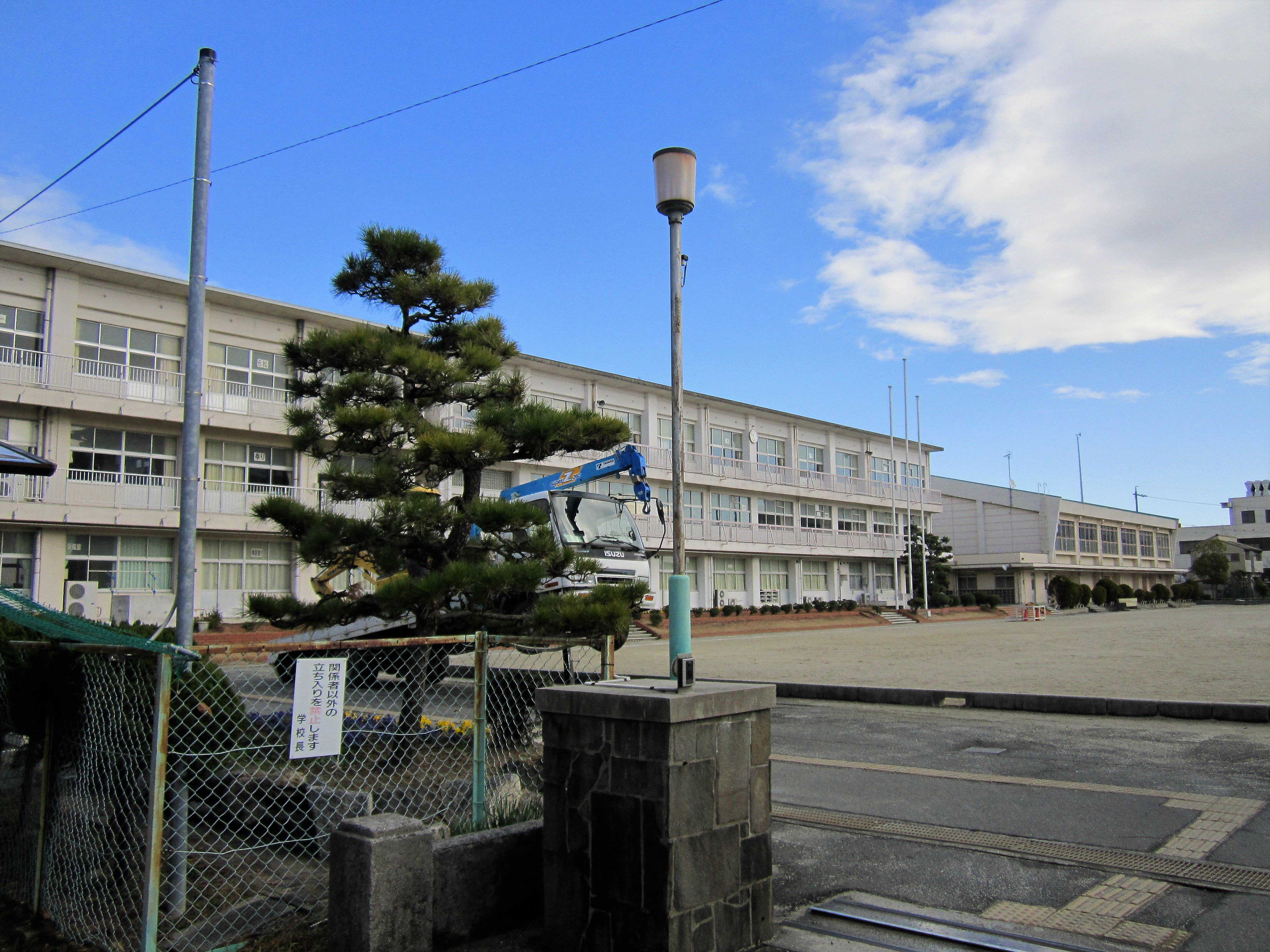
弥富市立桜小学校

市立小・中学校に通う場合、学区は以下の通りとなる。
| 番・番地等 | 小学校           | 中学校             |
| ---------- | ---------------- | ------------------ |
| 全域       | 弥富市立桜小学校 | 弥富市立弥富中学校 |

## 交通
- 国道1号
- 愛知県道104号新政成弥富線
- 愛知県道105号富島津島線
- 愛知県道108号木曽岬弥富停車場線

## 施設

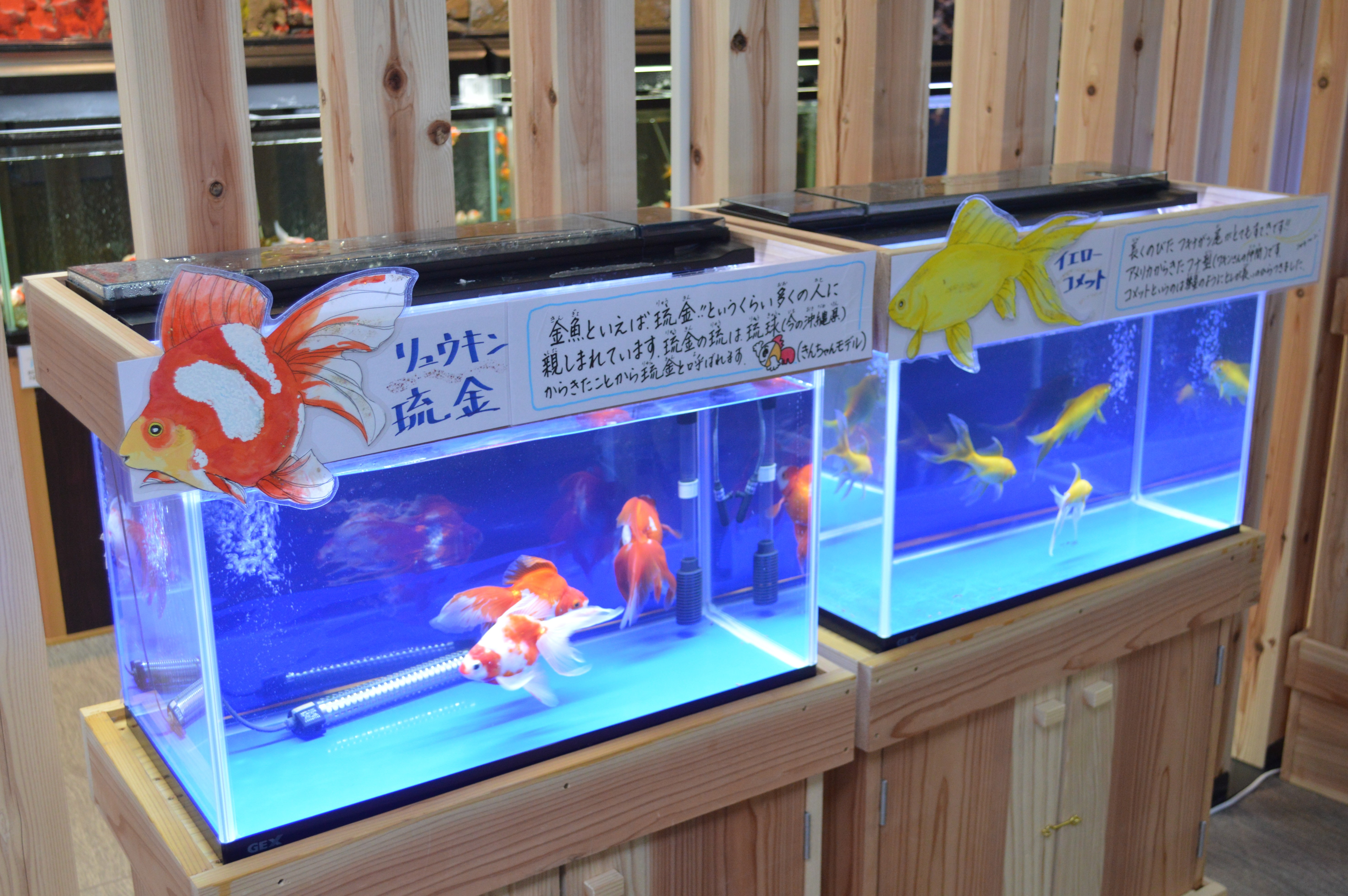
弥富金魚水族館 YaToMi AQUA

- 弥富市役所

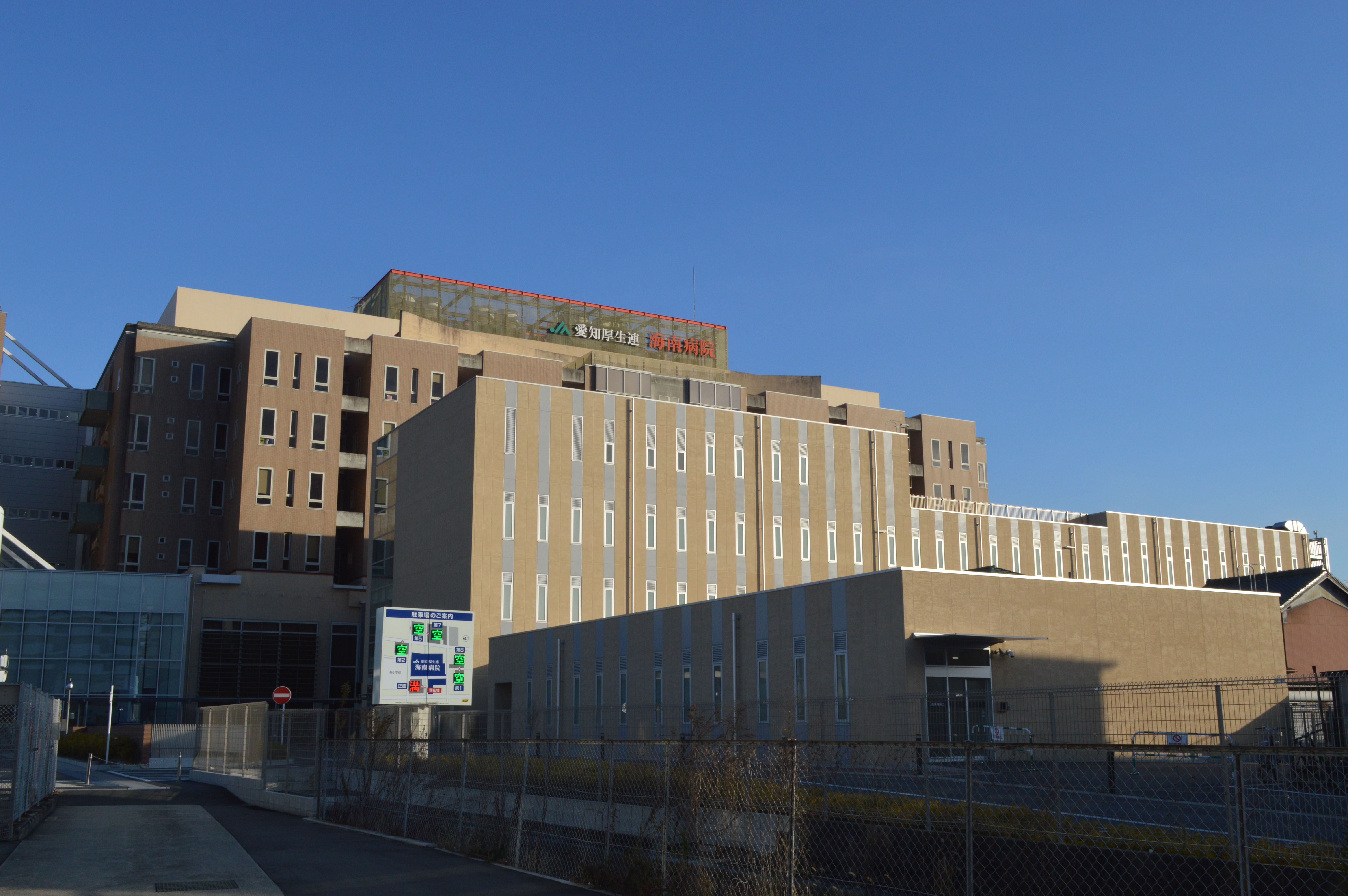
海南病院
- 弥富市立桜小学校
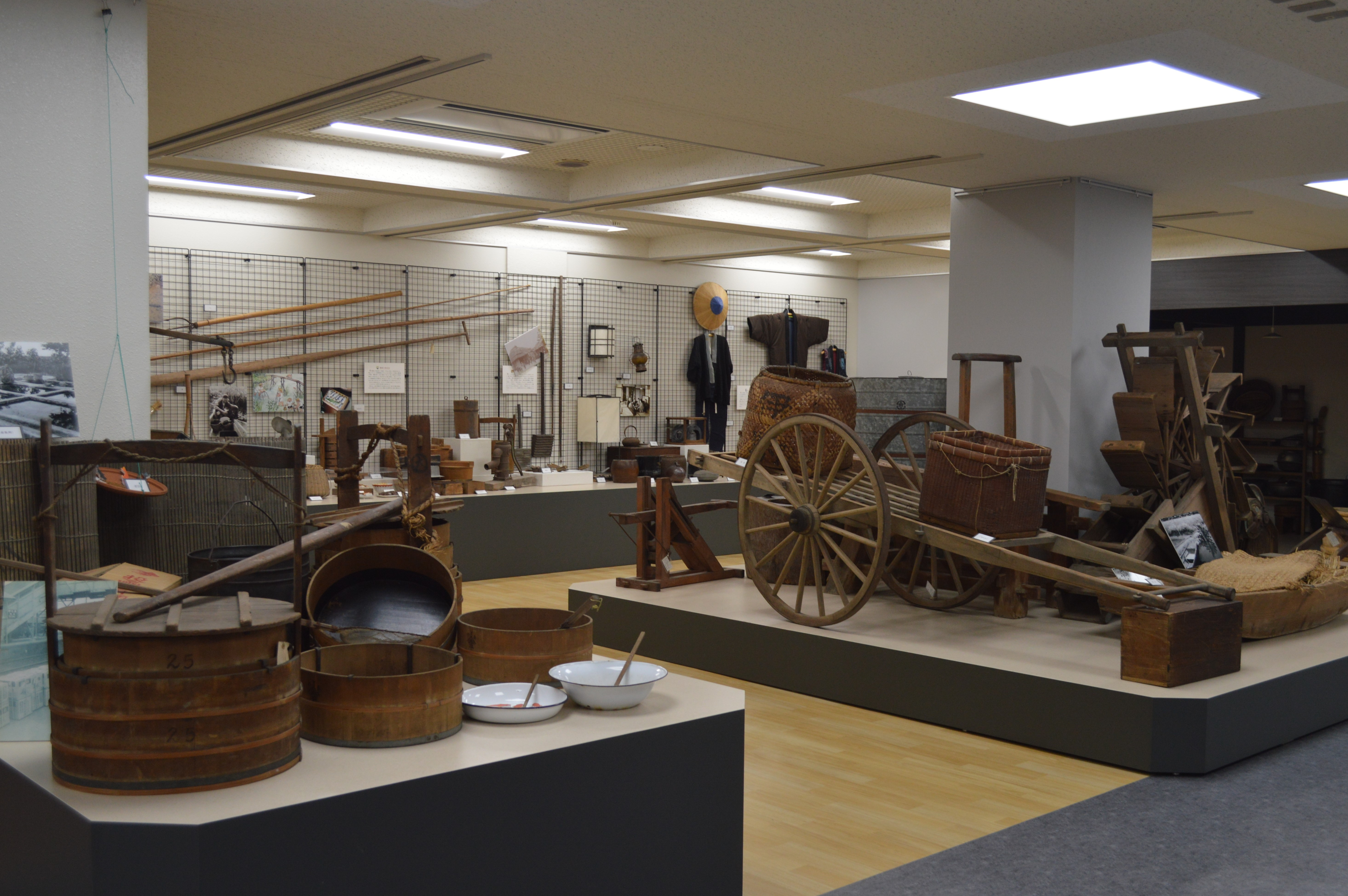
弥富まちなか交流館
  - 弥富市立図書館
  - 弥富市歴史民俗資料館
  - 弥富金魚水族館 YaToMi AQUA
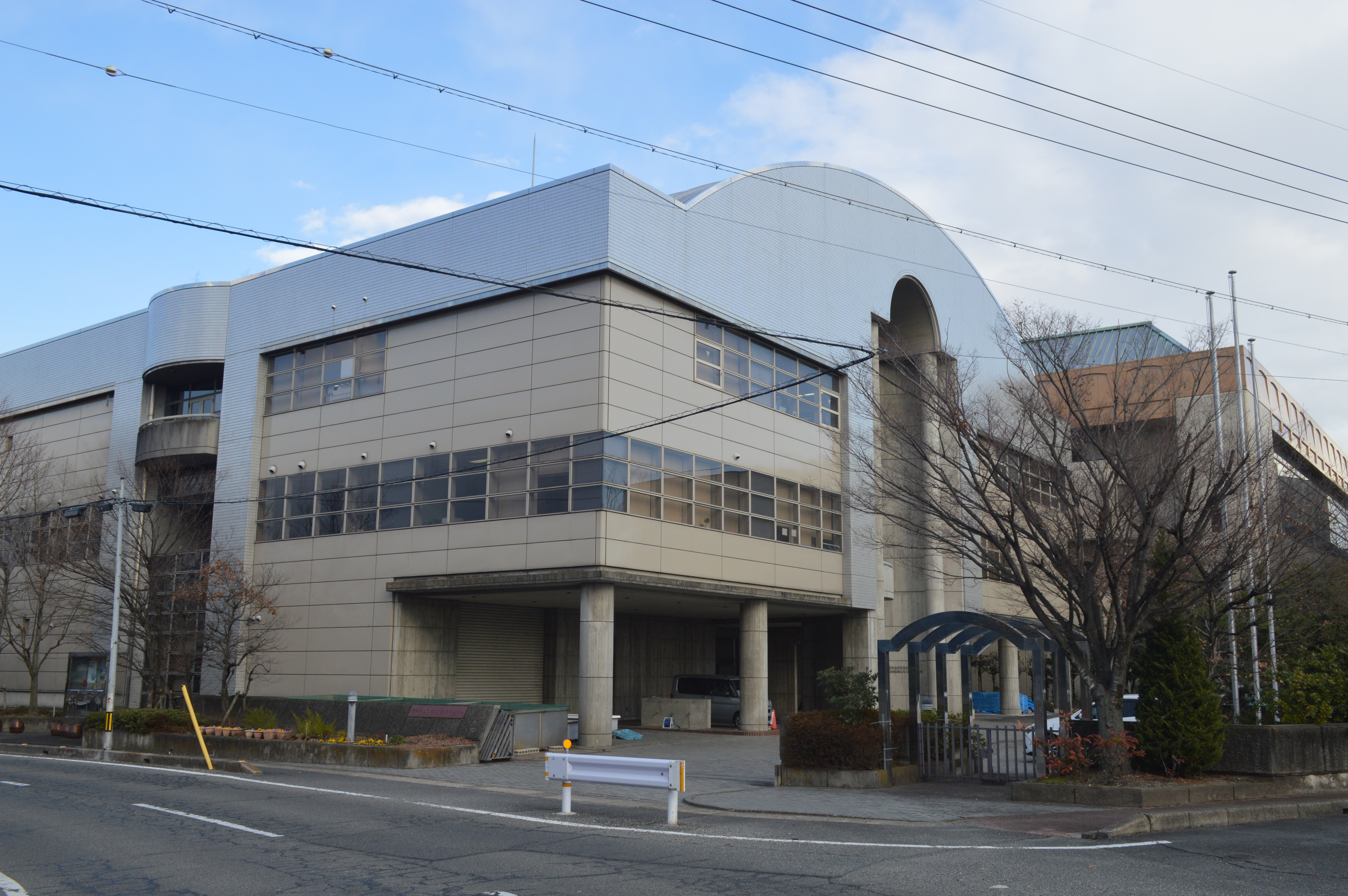
愛知県埋蔵文化財調査センター
- DCM 弥富店
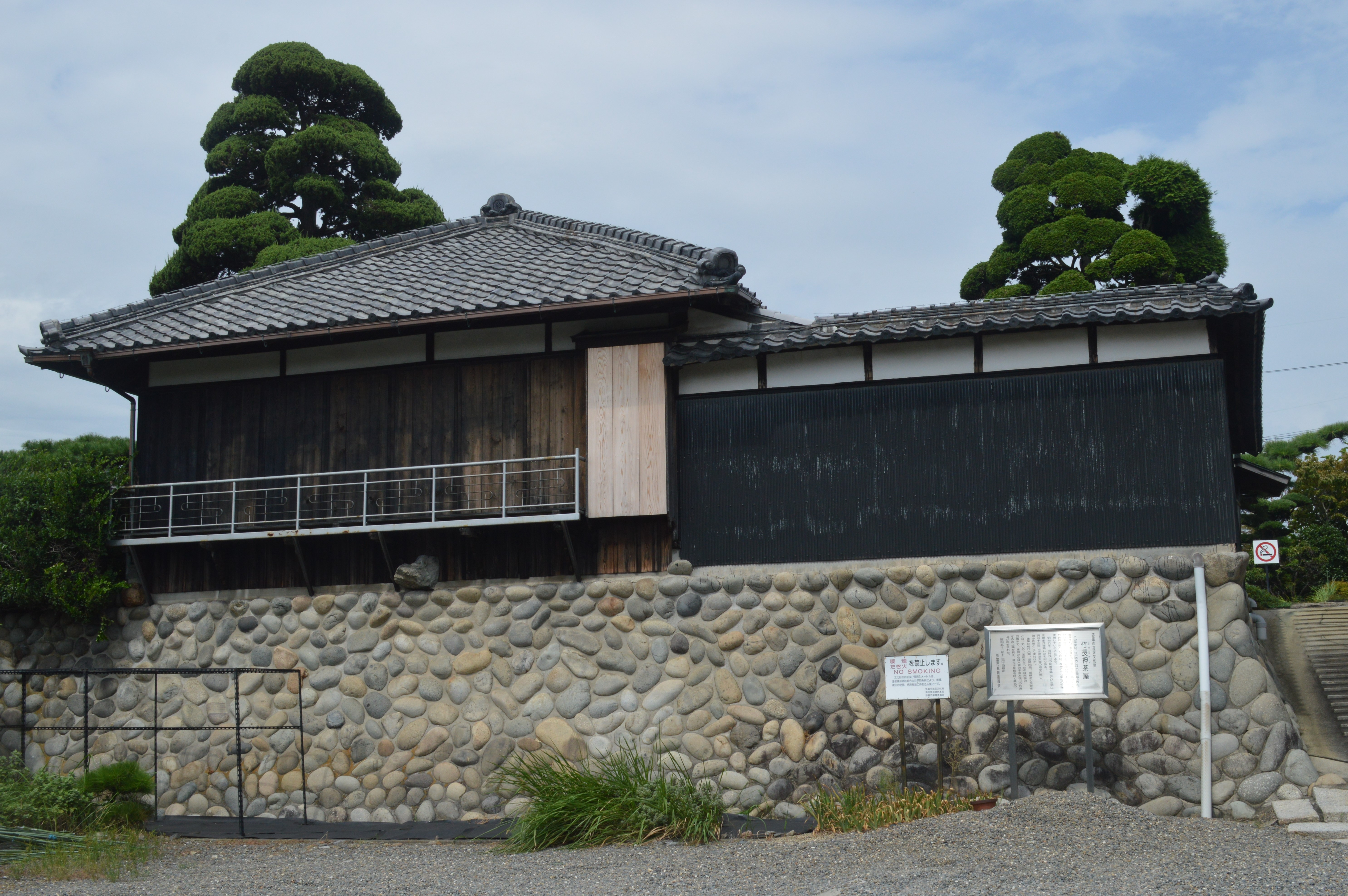
竹長押茶屋 - 弥富市指定文化財。
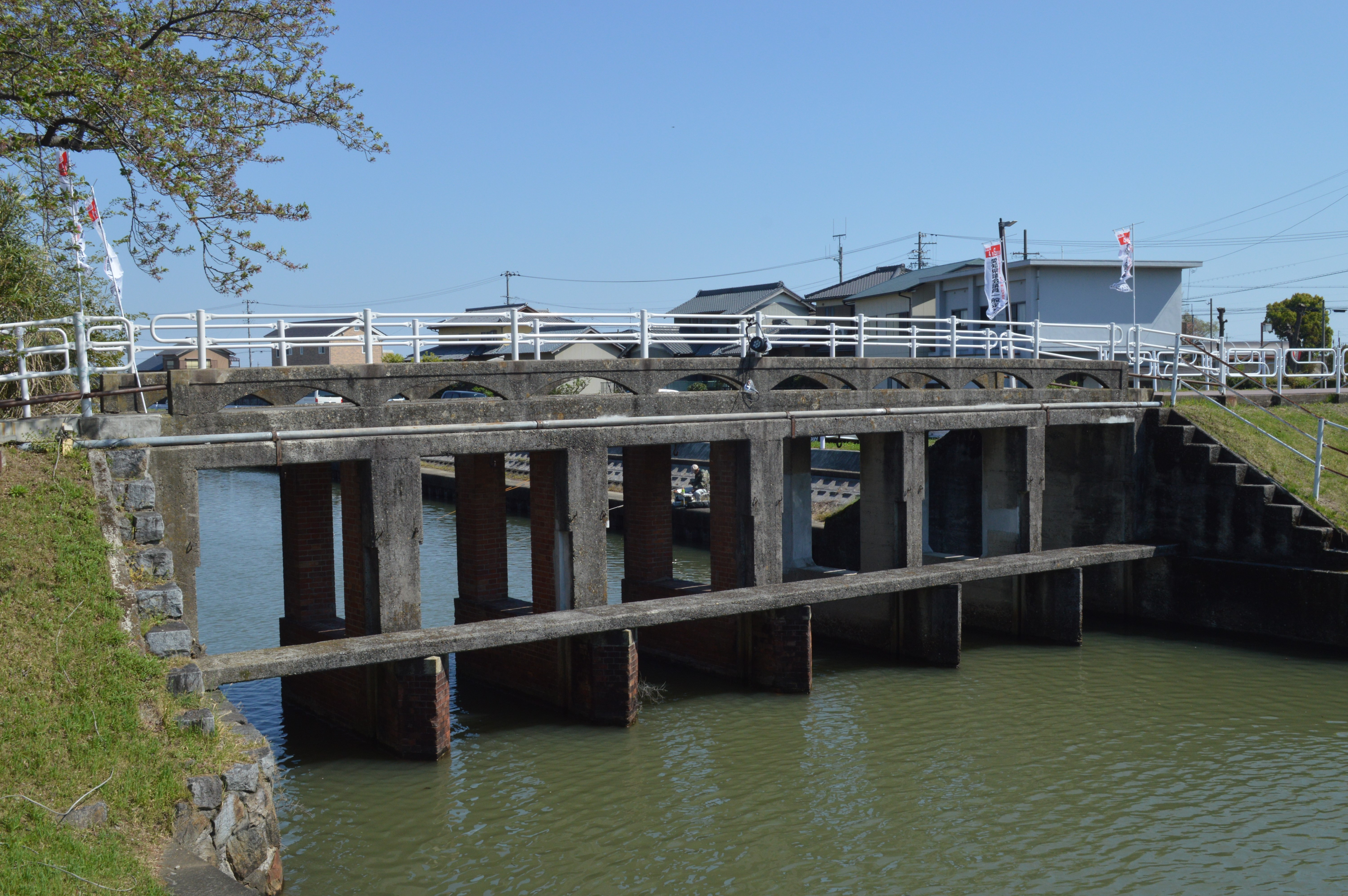
六門樋門（六門橋）
- 筏大橋逆水樋門（筏大橋）

- 海南病院
- 弥富市歴史民俗資料館
- 愛知県埋蔵文化財調査センター
- 竹長押茶屋
- 六門樋門（六門橋）

### WEB
1. 1 2  弥富市役所 総務部 総務課 行政グループ (2015年2月19日). “弥富市住所一覧  旧弥富町” (pdf).   弥富市. 2016年11月5日閲覧。
2. ↑  “愛知県弥富市の町丁・字一覧”.   人口統計ラボ. 2019年8月11日閲覧。
3. 1 2 3  “平成27年国勢調査の調査結果(e-Stat) - 男女別人口及び世帯数 －町丁・字等”.   総務省統計局 (2017年1月27日). 2019年3月23日閲覧。
4. 1 2  “前ケ須町の郵便番号”.  日本郵便. 2019年8月11日閲覧。
5. ↑  “市外局番の一覧”.   総務省. 2019年6月24日閲覧。
6. ↑  “郵便番号簿 2018年度版” (PDF).   日本郵便. 2019年6月10日閲覧。
7. ↑  “愛知県弥富市前ケ須町の地図”.   Yahoo!地図. 2019年8月11日閲覧。
8. ↑  池田誠一. “名古屋の古道・街道【24】国道 東海道...日之出橋から河合小橋へ” (PDF).   一般社団法人 日本電気協会 中部支部. 2022年3月13日閲覧。
9. 1 2  「伊勢湾を干拓して生まれた水郷のまち・弥富市」（PDF）『KISSO』第73巻、国土交通省中部整備局木曽川下流河川事務所調査課、2010年1月、2022年3月13日閲覧。
10. ↑  “平成22年国勢調査の調査結果(e-Stat) - 男女別人口及び世帯数 －町丁・字等”.   総務省統計局 (2012年1月20日). 2019年3月23日閲覧。
11. ↑  “小・中学生の通学区域”.   弥富市 (2015年3月5日). 2019年8月11日閲覧。

### 書籍
1. 1 2  「角川日本地名大辞典」編纂委員会 1989, p. 1229.
2. ↑  「角川日本地名大辞典」編纂委員会 1989, p. 1230.